# Verificação do Twitter
A verificação do X (anteriormente Twitter) é um processo pago através do X Premium em que a plataforma concede um selo azul a uma conta de usuário no X. Quando introduzido em junho de 2009, o sistema, então gratuito, forneceu aos leitores do site um meio de reconhecer os titulares de contas notáveis, como celebridades e organizações, de impostores ou paródias. Até novembro de 2022, a exibição de um carimbo de um verificação ao lado do nome de uma conta indicava que havia sido comprovado que a conta fosse realmente de propriedade da pessoa ou organização que afirmava representar. A marca de verificação não implica em endosso do X e não significa que os posts de uma conta verificada sejam de fato corretos ou expressem fatos verdadeiros. As pessoas com contas verificadas no X costumam ser informalmente chamadas de "selos azuis" nas redes sociais e pelos repórteres.
Desde novembro de 2022, os usuários com uma assinatura ativa do X Premium também podem exibir a marca de selo azul "verificada". Os usuários do X que foram verificados pelo sistema anterior são conhecidos como contas legacy verified.

## Selo Dourado
O selo dourado indica, em geral, que a conta é pertencente a uma organização ou empresa conhecida. Para obter este selo, é preciso assinar a Organizações verificadas que custa R$ 5.300 por mês. Algumas empresas como CNN, Coca-Cola e Pepsi possuem o selo dourado.

## Selo Cinza
O selo cinza indica que a conta é pertencente a uma conta governamental ou de agência. São elegíveis para este selo:
Estados Unidos
- Presidente dos Estados Unidos
- Senadores dos Estados Unidos
- Representantes dos Estados Unidos
- Departamentos dos Estados Unidos
- FBI, CIA e qualquer outra agência governamental.

Brasil
- Presidente do Brasil
- Ministérios e Ministros
- Senadores
- Deputados Federais

Chile
- Presidente do Chile
- Ministérios e Ministros
- Senadores
- Deputados